# Роччелла-Йоника
Рочче́лла-Йо́ника (итал. Roccella Ionica) — коммуна в Италии, располагается в регионе Калабрия, подчиняется административному центру Реджо-Калабрия.
Население составляет 6762 человека, плотность населения составляет 183 чел./км². Занимает площадь 37 км². Почтовый индекс — 89047. Телефонный код — 0964.
Покровителем коммуны почитается святой мученик Викторий Кесарийский, празднование 21 мая.
Роччелла-Ионика граничит с коммунами Каулония, Джойоза-Ионика, Марина-ди-Джойоза-Йоника, Мартоне, Нардодипаче.